# JJ Snyder
Jennifer Jean „JJ“ Snyder (* 24. Oktober 1972) ist eine US-amerikanische Schauspielerin, Synchronsprecherin, Journalistin und Moderatorin.

## Leben
Snyder wurde am 24. Oktober 1972 geboren. Sie wuchs auf einer Pferdefarm in Washington auf. Sie erlangte einen Bachelor-Abschluss an der University of Southern California und lernte ab 1993 das Schauspiel an der Royal Academy of Dramatic Art. Zuvor besuchte sie bereits von 1990 bis 1991 die Interlochen Arts Academy, wo sie Theaterschauspiel studierte. Von 1996 bis 1999 wirkte sie in mehreren Stücken des Improvisationstheaters The Groundlings Improv Theatre mit. Als Filmschauspielerin trat sie erstmals 1998 im Film Social Outcasts – Gewalt ist ihr Gesetz in einer Nebenrolle in Erscheinung. 2000 hatte sie jeweils Nebenrollen in den Filmen Der Tod lauert nebenan und Coyote Ugly inne. 2002 übernahm sie im Katastrophenfernsehfilm Wettlauf mit dem weißen Tod die Rolle der Claire. In den nächsten Jahren übernahm sie Episodenrollen in verschiedenen US-amerikanischen Fernsehserien.
Für den Sender Fox beteiligte sie sich von 2009 bis 2010 an der Sendung America’s Most Wanted. Erste Moderationstätigkeiten übernahm Snyder für den Sender KABC-TV im Format On the Red Carpet von 2013 bis 2016. Danach war sie ein Jahr lang Moderatorin beim Online-Sendenetzwerk AfterBuzz TV. Aktuell moderiert sie das Morgenmagazin Morning Blend auf KTNV.

## Filmografie (Auswahl)

### Schauspiel
- 1998: Social Outcasts – Gewalt ist ihr Gesetz (Pariah)
- 1999: Shasta McNasty (Fernsehserie, Episode 1x03)
- 2000: Der Tod lauert nebenan (The Perfect Tenant)
- 2000: Coyote Ugly
- 2002: Wettlauf mit dem weißen Tod (Trapped: Buried Alive, Fernsehfilm)
- 2002: This Is Automat (Kurzfilm)
- 2003: Texas Boogie Woogie (Kurzfilm)
- 2003: The Real Old Testament
- 2005: Numbers – Die Logik des Verbrechens (NUMB3RS, Fernsehserie, Episode 2x08)
- 2007: Neds ultimativer Schulwahnsinn (Ned’s Declassified School Survival Guide, Fernsehserie, Episode 3x17)
- 2009: Glee (Fernsehserie, Episode 1x07)
- 2010: CSI: Vegas (CSI: Crime Scene Investigation, Fernsehserie, Episode 10x23)
- 2010: Navy CIS: L.A. (NCIS: Los Angeles, Fernsehserie, Episode 2x02)
- 2011: Two and a Half Men (Fernsehserie, Episode 8x13)
- 2011: The Protector (Fernsehserie, Episode 1x08)
- 2011: 2 Broke Girls (Fernsehserie, Episode 1x07)
- 2012: The Finder (Fernsehserie, Episode 1x06)
- 2012: Touch (Fernsehserie, Episode 1x06)
- 2012: Bridesmaid #3 (Kurzfilm)
- 2013: The Perfect Boyfriend (Fernsehfilm)
- 2013: Snapped – Wenn Frauen töten (Snapped, Fernsehdokuserie, 2 Episoden)
- 2013–2014: Castle (Fernsehserie, 2 Episoden, verschiedene Rollen)
- 2014: Grey’s Anatomy (Fernsehserie, Episode 10x24)
- 2014: Atlas Shrugged: Part III
- 2015: Scorpion (Fernsehserie, Episode 1x18)
- 2015: True Detective (Fernsehserie, Episode 2x05)
- 2016: Hit the Floor (Fernsehserie, Episode 3x08)
- 2016: Murder in the First (Fernsehserie, Episode 3x01)
- 2016: The Path (Kurzfilm)
- 2017: Wiener Dog Internationals
- 2017: All About the Money
- 2022: The Lincoln Lawyer (Fernsehserie, Episode 1x10)

### Synchronisationen
- 2005: Family Guy (Zeichentrickserie, Episode 4x16)
- 2006: American Dad (Zeichentrickserie, Episode 2x03)
- 2012: The Cleveland Show (Zeichentrickserie, 2 Episoden, verschiedene Rollen)